# 쿠마라지바
쿠마라지바(산스크리트어: कुमारजीव Kumārajīva) 구마라습, 구마라십, 구마라집, 중국어 간체자: 鸠摩罗什, 정체자: 鳩摩羅什, 병음: Jiūmóluóshí 주모뤄스[*]: 344~413)은 구자국(龜玆國: 현재의 신장 쿠차에 속함) 출신의 불교 사상가다. 한자 표기는 구마라시바(鳩摩羅時婆), 구마라기바(拘摩羅耆婆), 줄여서 나습(羅什), 습(什), 의역하여 동수(童壽)라고도 한다.
중국 후진(後秦) 시대 장안(長安)에 와서 약 300권의 불교 경전을 한자로 번역한 게 유명하며, 그의 불경 번역은 불교 보급에 공헌했을 뿐 아니라 삼론종(三論宗)・성실종(成実宗)의 기초가 되었다. 최초의 삼장법사(三藏法師)로 불리며, 훗날 현장(玄奘) 등 많은 삼장이 등장하였다. 쿠마라지바는 현장과 함께 2대 대역성(大訳聖)으로 불리며, 또한 진제(真諦), 불공금강(不空金剛)과 함께 4대 역경가(訳経家)로 꼽는다.

## 약력
인도의 명문 귀족인 아버지 쿠마라야나(Kumārāyana, 鳩摩炎)의 아들로 어머니는 쿠차국 왕의 누이동생인 지바카(Jīva)이며, 쿠차국에서 태어난 그는 7세에 어머니를 따라 출가하여 아버지의 고향인 서역(西域) 카슈미르 야르칸드에서 대승(大乘) · 소승(小乘)을 배우고 고국에 돌아와 열심히 대승을 설파하여 그 명성은 중국 내부에까지 퍼졌다.
384년 쿠차로 쳐들어온 중국 후량(後涼)의 장군 여광(呂光)의 포로가 되었다. 군사(軍師)의 위치에 있으면서 여광을 돕기도 했지만, 여광은 그를 포로로써 취급했고 달리는 말에서 떨어뜨리거나 함께 포로로 끌려온 쿠차의 왕녀를 강제로 아내로 맞게 하는 등의 잔학한 짓도 했다고 한다. 18년 동안 여광과 여찬(呂纂) 밑에서 양주(涼州)에서 살던 쿠마라지바는 서기 401년 후진의 황제 요흥(姚興)에게 국사(國師)로서 영접되었다. 요흥의 뜻에 따라 여성과 혼인, 환속한 그는 이후 경전 번역에 종사하여 35부 300권의 불경을 한문으로 번역했다.
쿠마라지바의 역문은 유려하여 《법화경》(法華經)이나 《아미타경》(阿彌陀經)의 역문 등은 현대의 법의(法儀)에서도 사용되고 있다. 그의 번역 사업에 의하여 당시 유행하고 있던 《반야경》(般若經) 연구는 더욱 연구가 깊어졌고 또 대지도론(大智度論) 등의 대승론부(大乘論部)도 처음으로 소개되었다. 그가 《반야경》을 포함한 불교 경전들을 불교 본연의 뜻에 맞게 바르게 번역하면서 당시까지 중국에서 유행하던 격의불교(格義佛敎)의 폐단이 비로소 극복되었다.
쿠마라지바는 413년(409년이라고도) 장안에서 세상을 떠났는데, 임종 직전 그는 "내가 전한 것(번역한 불경)에 틀린 것이 없다면, 내 몸이 사라진 뒤에라도 내 혀는 타지 않을 것이다"라고 말했다. 사후 불교의 방식대로 화장되었고, 다 타버린 그의 시신 속에서 혀만은 타지 않고 남아 있었다고 한다(『고승전』권2).

## 번역

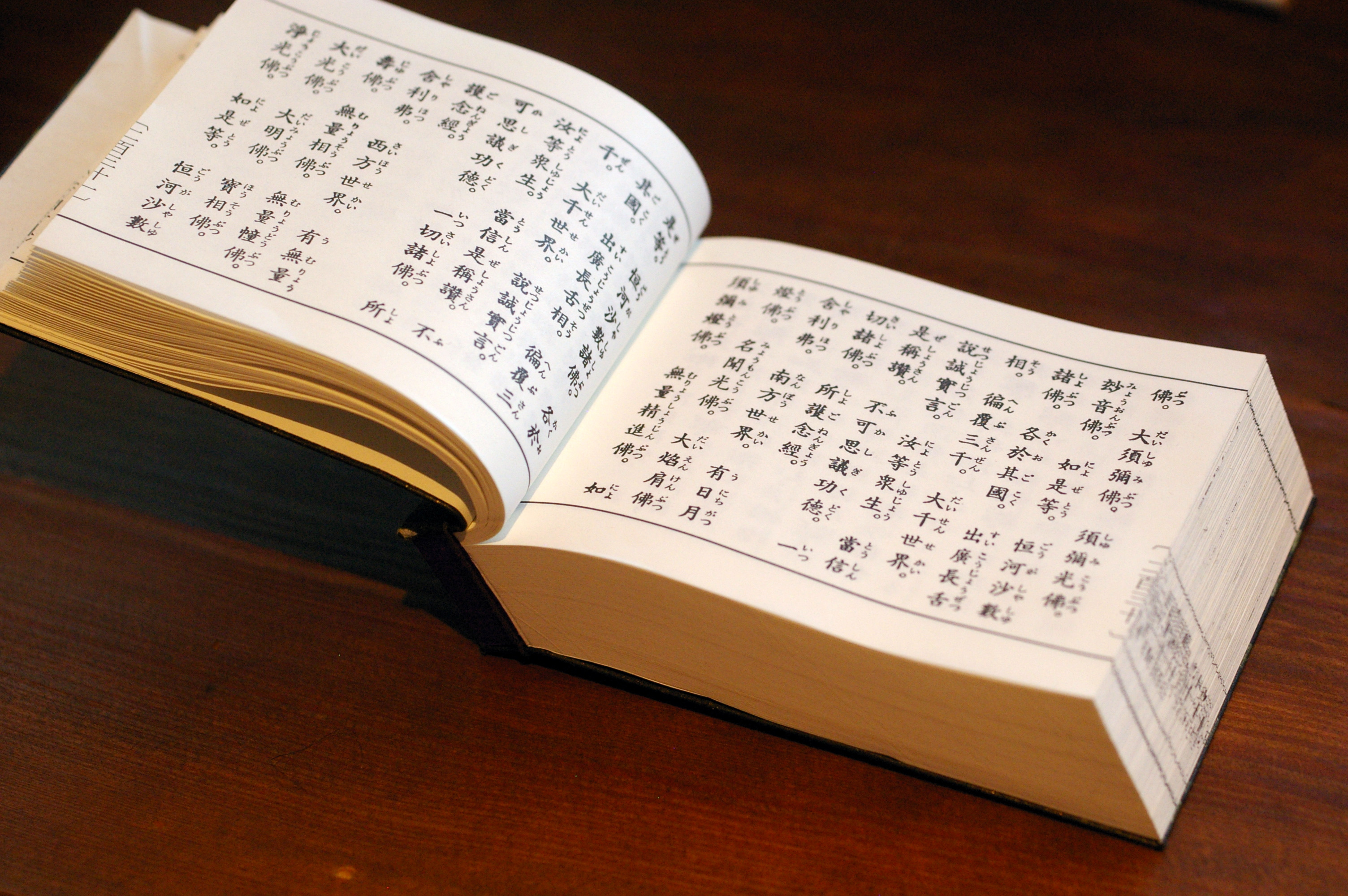
쿠마라지바가 번역한 아미타경

쿠마라지바의 불경 번역은 중국뿐 아니라 동아시아의 불교사에서 길이 남을 공적이며, 중국에서는 그를 중국 "삼장의 한 사람"이라 일컫는다.
- 『좌선삼매경』(坐禪三昧經) 3권
- 『불설아미타경』(阿彌陀經) 1권
- 『마하반야바라밀경』(摩訶般若波羅蜜經) 27권(30권)
- 『묘법연화경』(妙法蓮華經) 8권
- 『유마경』(維摩經) 3권
- 『대지도론』(大智度論) 100권
- 『중론』(中論) 4권

일부 경전에서 산스크리트어 원전에는 없는 쿠마라지바 본인의 창작(해당 교리를 설명하기 위한)이나 의역으로 의심되는 부분도 있으나, 그의 번역 불경이 후대 동아시아 불교계에서 얼마나 큰 영향력을 행사했는지는 가늠하기 어렵다. 중국과 한국, 일본, 베트남 등 한자 문화권에 퍼진 불교 용어, 예를 들어 극락(極樂)이라는 단어는 쿠마라지바가 번역한 그대로 퍼져 쓰이고 있으며, 불교의 교리를 설명하는 유명한 '색즉시공 공즉시색'(色卽是空 空卽是色)이라는 문구도 쿠마라지바에게서 나온 것이다. 당(唐)의 현장에 의해 산스크리트어 불경이 중국에 수입되고 번역된 뒤에도 「신역」(新譯)이라 불린 현장의 번역에 대해 쿠마라지바의 번역은 「구역」(舊譯)이라 불리며 존중되었다(쿠마라지바 이전의 번역은 고역古訳이라 불림).

### 쿠마라지바와 김만중
쿠마라지바는 번역에 대해 "이미 입에서 한 번 씹은 밥을 다른 사람에게 먹이는 것과 같아, 원래의 맛을 잃는 것은 물론 심지어 구역질까지 느끼게 한다"고 했으며, 한역에 대해서도 "천축의 풍습은 문채를 몹시 사랑하여 그 찬불가는 지극히 아름답다. 지금 이것을 한문으로 옮겨 번역하면 그 뜻만 얻을 수 있을 뿐 그 말까지 전할 수는 없다"고 했는데, 조선 중기의 문인 서포 김만중은 쿠마라지바의 말을 인용해, 문학의 가치는 마음에서 우러나는 말(음성언어)에서 시작해 글과 노래(즉 시각언어)로 옮겨지기도 하는 것이라며, 한글로 쓰여진 정철의 관동별곡과 사미인곡, 속미인곡 같은 작품을 굳이 칠언고시 같은 중국식으로 번역하려는 것에 대해 자기(조선) 말을 버리고 다른 나라(중국)의 말을 배워서 표현해 봤자 앵무새가 사람 말을 따라 하는 것에 지나지 않는 부질없는 짓이라 비판하고 당시의 민간에서 부르는 노래(즉 한자로 적지 않은 순수한 모국어)가 소위 학자나 사대부가 말하는 시문(詩文)보다 형식이 저속할지는 모르지만 표현의 진솔함에 있어서는 오히려 그들이 감히 따라올 수도 없다고 적고 있다. 김만중의 이 비평은 한문이 아닌 국문으로 제작된 시문학의 가치를 긍정하는 것으로 한국문학사에서 높게 평가받는다.

## 저서
- 『대승대의장』(大乘大義章) 3권 - 여산(廬山)의 승려 혜원(慧遠)과 주고 받은 문답집이다.

## 참고 자료
- 『출삼장기집』(出三蔵記集) 권14
- 『고승전』(高僧傳) 권제2(대정신수대장경 제50책 No.2059)
- 『진서』(晉書)「열전」
- 오쵸 에니치(横超慧日), 스와 요시즈미(諏訪義純) 공저 『라지바』(羅什)(신정판新訂版 인물 중국의 불교人物中国の仏教, 오쿠라 출판大蔵出版, 1991년) ISBN 4804351078